# Vesilahti
Vesilahti je obec ve Finsku, která se nachází v regionu Pirkanmaa. Leží jihozápadně od krajského města Tampere.
Název obce doslova znamená „vodní zátoka“.

## Historie
Obec byla založena v roce 1869 na základě zákona z roku 1865 o oddělení farností a obcí Vesilahti a Pirkkala.